# Karakoshun
Der Süßwassersee Karakoshun (= Kara Koshun, Übersetzung: Schwarzer Boden, schwarze Gegend = qara qosun = Hara kurtschin = Karahoshun) befand sich in den Jahren 1725 bis 1921 im Südwesten der Wüste Lop Nor nordöstlich des Dorfes und der zerstörten Festung von Miran in Xinjiang, China. Er lag in zwei getrennten Becken, dem kleinen Kara Buran und dem größeren Kara Kurtschin (dem eigentlichen Karakoshun), die beide in der Höhe von 790 m liegen und sich gemeinsam mit dem 780 m hohen Becken des Sees Lop Nor in einer 800 m hohen Senke befinden.
Die braune Erdkruste und die steinharte aber dünne weiße Salzkruste, die den Boden des ausgetrockneten Karakoshun überzieht, ist trügerisch; denn bereits einen halben Meter unter der Oberfläche dehnt sich ein gefährlicher Sumpf aus (laut Christoph Baumer, Stand 1994).

## Forschungsgeschichte

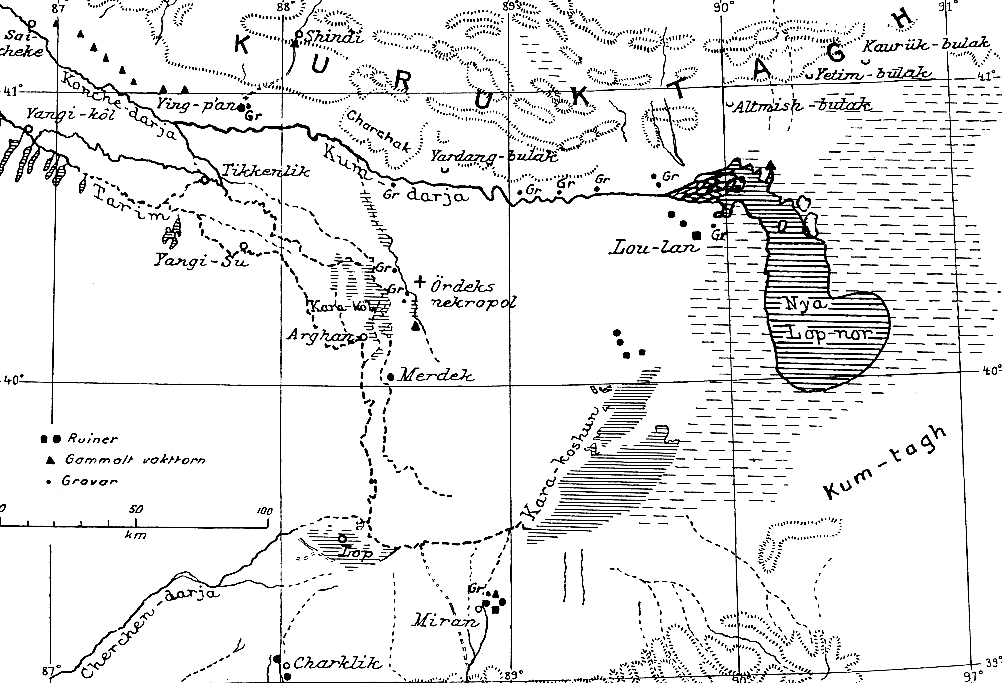
Lage des Karakoshun. Landkarte von Folke Bergman aus dem Jahr 1935. Übersetzungen: Ruiner = Ruinen von Siedlungen und Festungen aus der Zeit vor 330. Gammalt vakttorn = Ruinen von Signaltürmen der Chinesischen Mauer. Grovar = Grabstätten aus der Zeit 2000 v. Chr. bis 330. Bulak = Brunnen (seit 1971 ausgetrocknet). Ördeks nekropol = Nekropole, die von Sven Hedins Führer Ördek gefunden und von Folke Bergman erforscht und dokumentiert wurde; neuer Name: Xiaohe. Nya Lop-nor = See Lop Nor.

Nikolai Michailowitsch Prschewalski suchte im Jahre 1876 den See Karakoshun auf und dachte irrtümlich, dass es sich hierbei um den See Lop Nor handelte. Er erkundete das Süd- und das Westufer und befuhr den Karakoshun in seiner halben Länge. Das sehr flache, aber offene Gewässer ging dann in eine dichte, nicht mehr schiffbare Schilfvegetation über, um schließlich in der Wüste zu verebben. In seinem Tagebuch schrieb er: Die Wüste hat den Fluss besiegt, der Tod das Leben bezwungen. In der geografischen Fachwelt bestanden Zweifel, ob Nikolai Michailowitsch Prschewalski tatsächlich den Lop Nor gefunden hatte.
Stielers Handatlas 1891 übernahm die Angaben von Nikolai Michailowitsch Prschewalski und gab dem Karakoshun den Namen Lob Nor.
Der bedeutende deutsche Chinaforscher Ferdinand von Richthofen behauptete, Prschewalski habe wahrscheinlich nicht den See Lop Nor, sondern einen anderen See entdeckt, da der Lop Nor in den chinesischen Karten circa zwei Breitengrade weiter nördlich zu finden sei. Nikolai Michailowitsch Prschewalski wiederum bezweifelte die Verlässlichkeit der chinesischen Karten. Mehrere russische, englische und französische Expeditionen wandten sich nun dem Lop Nor zu, jedoch folgten sie hauptsächlich den Spuren Prschewalskis und suchten den Karakoshun auf.
Im Jahre 1901 beendete der schwedische Geograf und Entdeckungsreisende Sven Hedin diesen Streit. Er folgte den alten chinesischen Karten und fand den Lop Nor, einen fast ausgetrockneten und mit Schilf zugewucherten flachen See. Sven Hedin gab eine Erklärung dafür, dass der See Lop Nor austrocknete: Die früher vom Kum-darja mitgeführten Sand- und Schlammmassen, die sich im Lop Nor absetzen, hätten langsam das Seebecken angehoben, während die Stürme das trockenliegende Seebecken des südwestlich liegenden Karakoshun abgetragen hätten. Der Kontsche-darja habe daraufhin das inzwischen tiefer liegende Seebecken des Karakoshun mit Flusswasser gefüllt. Das sei der Grund, warum der Lop Nor und sein Zufluss Kum-darja im 19. Jahrhundert kein Wasser führten.
Sven Hedin bezeichnete den Lop Nor als „wandernden See“ und den Zufluss als „nomadisierenden Fluss“. Diese „räumliche Variabilität“ (Hedin) habe sich mehrfach wiederholt, zuletzt im Jahr 1921. Da habe der Kontsche-darja wieder den Kum–darja und den Lop Nor mit Wasser versorgt, während der Karakoshun wieder ausgetrocknet sei.
In den Jahren 1980–1981 bereiste eine Forschungsgruppe der Chinesischen Akademie der Wissenschaften unter der Leitung von Xia Xuncheng die Wüste Lop Nor und erstellte eine Karte mit den beiden getrennten Seebecken Karakoshun und Lop Nor. Die Frage, ob es richtig ist, den See Karakoshun als See Lop Nor zu benennen und ob Sven Hedin mit seiner Bezeichnung des Sees Lop Nor als „wandernden See“ recht hat, wird von den chinesischen Wissenschaftlern der Chinesischen Akademie der Wissenschaften in dem Buch The Mysterious Lop Lake verneint. Die beiden Seen besaßen im 20. Jahrhundert nicht nur eine andere geografische Lage, sondern sie hatten auch eine andere Höhe (der See Lop Nor 780 m Höhe über dem Meeresspiegel, der See Karakoshun 790 m).